# Östad, Tanums kommun
Östad är en tätort (före 2018 småort) i Naverstads socken i Tanums kommun i norra Bohuslän. 
Östad har varit gästgiveriort och tingsplats för Bullarens härad. Söder om samhället ligger Naverstads kyrka.

## Befolkningsutveckling
| Befolkningsutvecklingen i Östad 1990–2020 | Befolkningsutvecklingen i Östad 1990–2020 | Befolkningsutvecklingen i Östad 1990–2020 | Befolkningsutvecklingen i Östad 1990–2020 | Befolkningsutvecklingen i Östad 1990–2020 |
| ----------------------------------------- | ----------------------------------------- | ----------------------------------------- | ----------------------------------------- | ----------------------------------------- |
|                                           |                                           |                                           |                                           |                                           |
| År                                        |                                           |                                           | Folkmängd                                 | Areal (ha)                                |
| 1990                                      | 1990                                      |                                           | 178                                       | 17#                                       |
| 1995                                      | 1995                                      |                                           | 198                                       | 26#                                       |
| 2000                                      | 2000                                      |                                           | 188                                       | 26#                                       |
| 2005                                      | 2005                                      |                                           | 191                                       | 26#                                       |
| 2010                                      | 2010                                      |                                           | 199                                       | 26#                                       |
| 2015                                      | 2015                                      |                                           | 186                                       | 34#                                       |
| 2020                                      | 2020                                      |                                           | 225                                       | 34                                        |
| Anm.: # Som småort.                       |                                           |                                           |                                           |                                           |